# Гальский район
Га́льский район (груз. გალის რაიონი), в Республике Абхазия — Га́лский райо́н (абх. Гал араион), — район Абхазской АССР и частично признанной Республики Абхазия. В рамках административного деления Грузии находится на части территории Гальского муниципалитета Абхазской Автономной Республики. Центр и крупнейший населённый пункт района — город Гали (Гал).

## История

Колхида и Иберия

Административное деление в Грузинском царстве

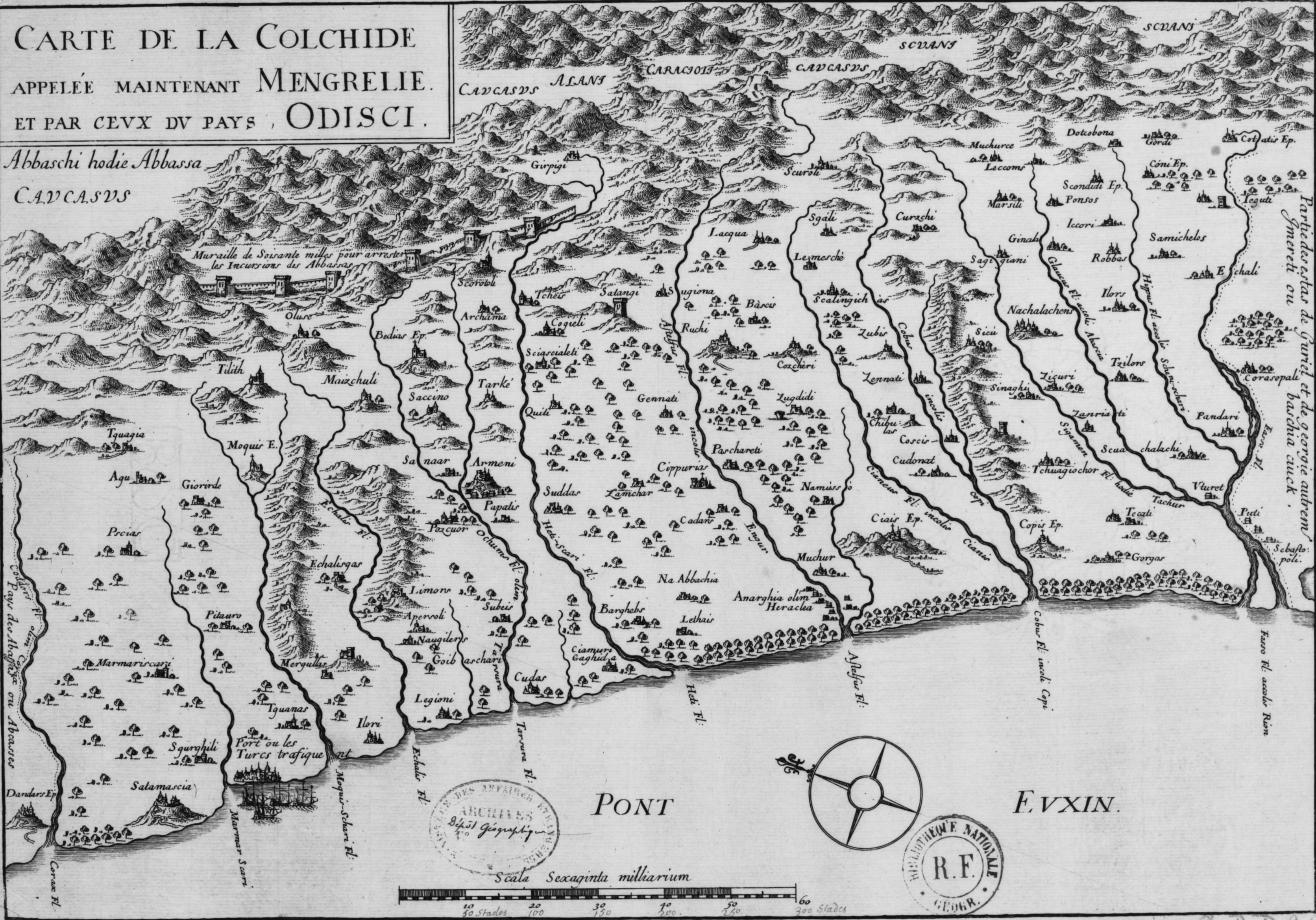
Карта Одиши (Мегрелия), первоначально составленная Архангелом Ламберти, 1654 год.

Самым ранним государственным образованием на территории Гальского района была Колхида (XII век до н. э.).
На месте современного города примерно в VI веке до н. э. греками-колонистами был основан один из древнейших полисов Гюэнос. С II века н. э. по VII век н. э. территория области входила в состав западно Грузинского царства Эгриси.
В начале IX века Эгриси-Лазика совместно с усилившейся Абазгией образовала Абхазское царство.
Согласно грузинским летописям, царь Леон II разделил своё царство на 8 княжеств: собственно Абхазию, Цхуми, Бедию, Гурию, Рачу и Лечхуми, Сванетию, Аргвети и Кутаиси, Гальский район находилась в пределах Бедийского эриставства (Мегрелия).
К середине X в. Абхазское царство достигает наибольшего расширения своих границ: оно охватывает всю Западную и значительную часть Восточной Грузии, а на севере простирается вдоль черноморского побережья вплоть до района современной Анапы.
В Нижней Картли оно дошло до города Самшвилде, а также покорило южную часть Тао-Кларджети, с 1008 года абхазское царство трансформируется в Единое Грузинское царство.
В конце XV века единое Грузинского царства распалось на 4 части: царства Картли, Кахети, Имерети и княжество Самцхе-Саатабаго.
Процесс феодального дробления страны усугублялся, и в пределах царства Имерети образовались княжества Гурия, Абхазское княжество и Мегрельское княжество.
Вплоть до начала 18 века Гальский район был территорией Мегрельского княжества Дадианов но после смерти Левана II Дадиани (1657 год) Мегрельское княжество быстро слабеет.
В конце 17 века в княжестве произошла смута, которая привела к потери многими дворянами и князьями своих родовых сёл, а для владетельных князей Дадиани подобная ситуация обернулась изгнанием.
Власть узурпировал царедворец дворянин Кация Чиковани.
Дворянство не приняло его власти и началось противостояние, которое закончилось утверждением в княжеском владении сына Кация Георгия IV Липартиани, который примет фамилию владетелей Дадиани.
Представитель Aбхазской владетельной фамилии Сорек Шарвашидзе включился в борьбу за княжеский престол Мегрелии, добился успеха и овладел территорией земли Мегрелии до реки Галидзга (почти весь современный Очамчирский район).
Шервашидзе захватили Бедию, а после 1683 года продвинулись до реки Ингури..
Имеретинские цари, обеспокоенные усилением и продвижением Aбхазских князей Шервашидзе (Чачба), помирились с Мегрельскими князьями Дадиани и совместными усилиями в 1702 году остановили Шервашидзе (Чачба).
Но восточной границей Абхазии с этого года осталась Ингури.
Поскольку Шервашидзе не удалось овладеть остальной Мегрелией, территория до Ингури вскоре была объявлена частью Абхазии., с тех пор и по сей день Гальский район находится в составе Абхазии.
Cыновья владетеля Абхазии Зегнака Шервашидзе (Чачба) — Ростом, Джикешия и Квапу поделили страну на три части: территория по реки Кодор досталась Ростому, который старший из братьев, унаследовал от отца титул владетельного князя.
Джикешия утвердился в области между реками Кодор и Галидзга, который впоследствии была названа «Абжуа» («Средняя Абхазия»), а младший — Квапу занял район между Галидзга и Ингури, названный позже «Самурзакано», по имени сына Квапу Мурзакана

## География
Район расположен на реке Эрисцкали (Эрцкар) (приток Окума) Колхидской низменности.
К северу от Гали находится Ингурская ГЭС, важнейшее энергетическое предприятие Абхазии, частично разрушенное, территория вокруг неё особенно сильно охраняется.
В советское время на реке Ингури был построен каскад станций: Перепадные ГЭС, часть которых теперь находится в Грузии, часть в Абхазии, так как река считается линией разделения сторон.
Добраться в район можно только по автодороге, так как железная дорога после войны была разобрана. На многие километры протянулась гладь Гальского водохранилища, восточнее которого вздымается гора Сатанджо с башней-крепостью на вершине. Здесь ещё в раннем средневековье был создан важный наблюдательный пункт.

## Население
| Численность населения | Численность населения | Численность населения | Численность населения | Численность населения | Численность населения | Численность населения |
| 1926                  | 1939                  | 1959                  | 1970                  | 1979                  | 1989                  | 2003                  |
| --------------------- | --------------------- | --------------------- | --------------------- | --------------------- | --------------------- | --------------------- |
| 50 086                | ↘49 895               | ↗59 619               | ↗73 256               | ↗75 306               | ↗79 688               | ↘29 287               |
| 2011                  | 2013                  | 2014                  | 2015                  | 2016                  | 2017                  | 2018                  |
| ↗30 356               | ↘30 268               | ↘30 242               | ↗30 273               | ↘30 247               | ↗30 251               | ↗30 259               |
| 2019                  | 2020                  |                       |                       |                       |                       |                       |
| ↗30 262               | ↗30 268               |                       |                       |                       |                       |                       |

Большинство населения района: грузины (мегрелы), хотя имеются этнические русские, абхазы и другие.
Национальный состав района по переписям населения 2003 и 2011 гг.:
| Народ    | 2003 г., чел | %        | 2011 г., чел | %        |
| -------- | ------------ | -------- | ------------ | -------- |
| грузины  | 28 919       | 98,74 %  | 29 813       | 98,21 %  |
| абхазы   | 121          | 0,41 %   | 208          | 0,69 %   |
| русские  | 159          | 0,54 %   | 188          | 0,62 %   |
| армяне   | 14           | 0,05 %   | 26           | 0,09 %   |
| украинцы | 25           | 0,05 %   | 21           | 0,07 %   |
| греки    | 10           | 0,03 %   | 11           | 0,03 %   |
| другие   | 39           | 0,13 %   | 89           | 0,29 %   |
| итого    | 29 287       | 100,00 % | 30 356       | 100,00 % |

На встрече в парламенте Абхазии в ноябре 2011 года отмечалось, что многие самурзаканцы (жители Гальского района) этнические абхазы, которые хотят вернуть свои исконные фамилии, свою национальность, но сталкиваются с проблемами, которые им искусственно создают чиновники.

### Граница
Район, исходя из описания абхазской стороны, контролирующей эту область, является восточной границей Абхазии по реке Ингури. Охрану границы осуществляет пограничная служба ФСБ России.

## Администрация
В районе главы всех сельских администраций все без исключения грузины-мегрелы. Из 25 депутатов районного собрания только четверо абхазы. Власть представлена сообразно национальному составу местного населения. Основной язык общения: мегрельский (бесписьменный), графика на основе грузинского алфавита не получила распространение, в меньшей степени грузинский, реже русский язык. Абхазский язык, за редким исключением, не используется.

## Населённые пункты
В районе 18 сёл — центров сельских администраций:
- Алакумхара (Лекухона)
- Виада Баргяп (Верхний Баргяп)
- Лада Баргяп (Нижний Баргяп)
- Гагида
- Ганахлеба (Цыгкыра (Окуинор))
- Абакыт (Дихазурга)
- Магуиджра (Махунджиа)
- Батаигуара (Набакиа)
- Аберкыт (Папынрхуа)
- Хашта (I-Отобая)
- Бгоура (II-Отобая)
- Бчара (Пичори)
- Гудаахуч — Приморск
- Ряп (Репи)
- Сида
- Таглан (Тагилони)
- Хяцха] (Чубырхиндж)
- Шашикуара (Шашиквара)

## Экономика
Район известен своими чайными и тунговыми плантациями. Жители выращивают на продажу орехи, хурму, мандарины, инжир, а также производят тунговое масло. Первыми на пути в Гали встречаются Ачигварские чайные плантации.

### Помощь населению
Гуманитарную помощь местным жителям (независимо от того, работающие они или нет) на местах оказывают подразделения МЧС России, и разные неправительственные организации доставляя продукты питания (самое важное для местных жителей, в особенности детское питание), предметы первой необходимости и даже стройматериалы (жилища местных жителей по сей день не восстановлены с момента окончания конфликта 1992—1993 годов).

### Юридический статус

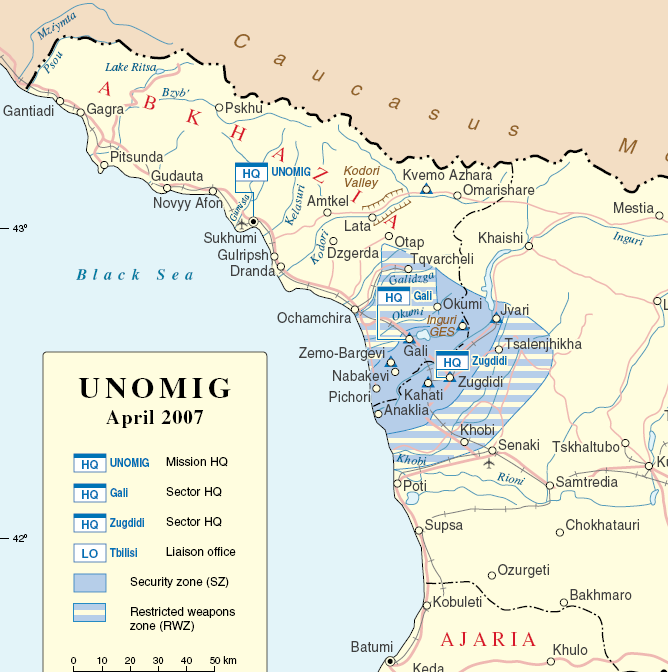
В период с августа 1993 года и по июнь 2009 года район находился в зоне безопасности ООН.

Исходя из многочисленных заявлений официальных лиц Грузии, стоит упомянуть и тот факт, что грузинская сторона активно развивает те или иные программы по возвращению Абхазии под свой контроль, в которых центральным является вопрос положения грузинского населения в Гали, а также вопрос возвращения беженцев из Грузии в свои дома (которые часто или физически уже не существуют вследствие разрушений, или заняты другими людьми, например, вследствие запустения) в Гальском районе. В этой связи абхазское руководство принимает меры по паспортизации населения района, рассчитывая, видимо, на то, что это не только поможет вести учёт живущих здесь людей, но и разрешить проблему проживания на территории частично признанной Абхазии этнических грузин (зачастую граждан Грузии), тяготеющих к Грузии.

### Беженцы
Согласно опубликованной в СМИ информации, в Грузии проблема возвращения населения особо остро встала после конфликта Грузии и Южной Осетии в 2008 году, в результате которой к пострадавшей военной инфраструктуре Грузии, затратам на армию прибавились сложности с размещением и социальным (хотя бы на минимальном уровне) обеспечением условий для жизни этого населения. Как проблемы отмечаются сложность получения абхазского гражданства, ограничение возможностей получать образование на грузинском языке, ужесточение пограничного режима.